# A.W. Bruna Uitgevers
A.W. Bruna Uitgevers B.V. is een uitgeverij die in 1868 werd opgericht door de toen vierentwintigjarige Albert Willem Bruna (1844-1902). Hij nam daarbij oorspronkelijk een boek-, papier- en muziekhandel in Haarlem over. Het bedrijf vestigde zich in 1890 in Utrecht, waar het tot 2014 bleef. In 1909 werd de zaak gesplitst in uitgeverij A.W. Bruna & Zoon en De Spoorwegboekhandel, onder leiding van respectievelijk de oudste (Gerhard, 1870-1935) en jongste zoon (Hendrik Magdalenus, 1874-1965) van oprichter Albert Willem. De uitgever Albert Willem Bruna (1902-1996) en zijn broers Hendrik (1916-2008) zijn de kinderen van Hendrik Magdalenus. Sinds de splitsing was er geen verband meer tussen de uitgeverij Bruna en de winkelketen Bruna, en zijn het twee aparte organisaties. Uitgeverij De Arbeiderspers heeft korte tijd in hetzelfde pand gezeten als A.W. Bruna, maar in 2014 scheidden de wegen van de beide uitgeverijen zich weer en vestigde A.W. Bruna Uitgevers zich in Amsterdam.

## Publicaties
A.W. Bruna Uitgevers B.V. heeft uitgaven op het gebied van literatuur, populaire psychologie, spiritualiteit, management, gezondheid, lifestyle, muziek en sport. Het brengt daarmee zowel fictie als non-fictie. Biografieën en autobiografieën verschijnen onder de imprint VIP. A.W. Bruna geeft sinds 1955 pocketboeken uit onder het label Zwarte Beertjes. Andere fondsen die onderdeel uitmaken van A.W. Bruna zijn Lev. en Signatuur.
A.W. Bruna Uitgevers B.V. is aangesloten bij MVO Nederland. Bekende auteurs uit de fondsen van A.W. Bruna zijn Stieg Larsson, David Baldacci, Suzanne Vermeer, Jonas Jonasson, Addo Stuur, Elizabeth George, Deon Meyer en John Grisham.
De uitgeverij is onderdeel van de uitgeefgroep WPG Uitgevers.